# Svitlana Fomenko
Svitlana Fomenko, née le 19 novembre 1976 à Kiev, est une femme politique ukrainienne.

## Biographie
Elle fut étudiante à Université nationale Taras-Chevtchenko de Kiev.
Elle a travaillé pour la ville puis le conseil de l'oblast de Kyiv.

### Carrière politique
Elle est ministre du Gouvernement Chmyhal du 10 mars 2020 au 4 juin 2020.